# Арам Хачатурјан
Арам Хачатурјан (јерм. Արամ Խաչատրյան, Aram Xačatryan, рус. Арам Ильич Хачатурян; Тбилиси, 6. јун 1903 — Москва, 1. мај 1978) био је совјетско-јерменски композитор на чија је дела често утицала јерменска народна музика.

## Биографија
Арам Хачатурјан је рођен у Тбилисију, Грузија, Руска Империја у сиромашној јерменској породици. У својој младости, био је фасциниран музиком коју је слушао око себе, али у почетку није проучавао музику нити учио како да је чита. Године 1921, отпутовао је у Москву како би се придружио свом брату, не знајући ни реч руског. Иако није имао готово никаквог музичког образовања, Хачатурјан је показао такав таленат да је примљен на Гнесин институт, где је студирао виолончело код Михаила Гнесина и уписао курс композиције (1925).
Године 1929, пребацио се на Московски конзерваторијум, где је студирао код Николаја Мјасковског. У 1930-им годинама, оженио се композиторком Нином Мараковом, колегиницом из класе Мјасковског. Године 1951, постао је професор на Гнесин музичкој академији и Московском конзерваторијуму. Такође је био на важним местима у Синдикату композитора, који је касније оштро оптужио нека његова дела да припадају музичком „формализму“, заједно са делима Сергеја Прокофјева и Дмитрија Шостаковича. Ова три композитора постали су такозвани „титани“ совјетске музике, уживајући светски углед као једни од водећих композитора 20. века.
Постоји Кућа-музеј Арама Хачатурјана у Јеревану.

## Музика
Хачатурјанова дела укључују концерте за виолину, виолончело и клавир, концертне рапсодије за исте инструменте, три симфоније, од којих трећа садржи делове за петнаест додатних труба и оргуље, и балете Спартак и Гајане (адађо је коришћен у филму 2001: Одисеја у свемиру Стенлија Кјубрика). У последњем чину овог другог балета налази се Хачатурјанов вероватно најпознатији став, „Игра сабљама“. Такође је писао музику за клавир као што је „Две даме како оговарају“, брза и живахна песма.
Компоновао је и нешто филмске и сценске музике за представе као што је продукција Маскараде Михаила Љермонтова из 1941. године. Кинематички квалитет његове музике за Спартака јасно се видео када је употребљена као тема за популарну драму телевизије BBC, The Onedin Line, током 1970-их година. У филму The Hudsucker Proxy Џоела Коена такође се јавља музика из Спартака и Гајане (укључујући и Игру сабљама) помешана са оригиналним композицијама Картера Барвела. Такође је компоновао и државну химну Јерменске ССР, чија је мелодија једна од пет оних која може да постане следећа државна химна Јерменије. Врхунац другог става Спартака коришћен је у филму Ледено доба: Отопљавање.

## Хачатурјан и комунизам
Хачатурјан је био одушевљен комунизмом. Године 1920, када је Јерменија постала совјетска република, Хачатурјан се прикључио пропагандном возу који је обилазио Јерменију, пуном грузијско-јерменских уметника. Хачатурјан се учланио у Комунистичку партију Совјетског Савеза 1943. године. Његови комунистички идеали, заједно са јерменским национализмом, очигледни су у његовим делима, посебно у балету Гајане (чија се радња одвија на заједничкој фарми) и у Другој симфонији. Због Симфонијске песме, која је касније названа Трећа симфонија, Хачатурјан је постао омражен у партији. Иронично је то што је Хачатурјан написао то дело у част комунизму: „Желео сам да напишем такву композицију у којој би публика осетила мој неписани програм без најаве. Желео сам да ово дело изрази радост совјетског народа и његов понос у своју велику и моћну државу.“ Могуће је да Хачатурјан није успео у својим намерама, јер није написао посвету или програмске белешке уз то дело. Андреј Жданов, секретар Централног комитета Комунистичке партије, донео је такозвани декрет Жданова 1948. године. Декрет је осудио Шостаковича, Прокофјева, Хачатурјана и остале совјетске композиторе као „формалисте“ и „антипопуларне“. Сву тројицу оптужених композитора натерали су да се јавно извине. Декрет је веома утицао на Хачатурјана: „То су били трагични дани за мене... Веома неправично су ме ударили по глави. Мој говор покајања на Првом конгресу није био искрен. Био сам сломљен, уништен. Озбиљно сам премишљао промену професије.“
Хачатурјан је умро у Москви 1. маја 1978. године, нешто пре свог 75. рођендана. Сахрањен је у Јеревану, Јерменија, заједно са осталим знаменитим Јерменима који су целом свету учинили јерменску уметност доступном. Године 1998, одата му је част тиме што се његова слика појавила на јерменском папирном новцу (50 драма).

## Познати ученици
- Азиз Ел-Шаван
- Вјачеслав Гроховски
- Енрике Ебијета
- Анатол Вијеру

## Дела

### Балети
- Шчастје (1939)
- Гајане (1939–41), који укључује познату Игру сабљама
- Спартак (1950–54)

### Оркестарска
- Симфоније
  - Симфонија бр. 1 (1934)
  - Симфонија бр. 2 (две верзије: 1943, 1944)
  - Симфонија бр. 3 (1947)
- Свита игре (1933)
- Свита из Гајане бр. 1 (1943)
- Свита из Гајане бр. 2 (1943)
- Свита из Гајане бр. 3 (1943)
- Државна химна Јерменске ССР (1944)
- Руска фантазија (1944)
- Свита из Маскараде (1944)
- Ода у сећању Владимира Иљича Лењина (1948)
- Свита из Стаљинградске битке (1949)
- Тријумфална песма, свечана песма (1950)
- Свита из Валенсијанске удовице (1952)
- Свита из Спартака бр. 1 (1955)
- Свита из Спартака бр. 2 (1955)
- Свита из Спартака бр. 3 (1955)
- Симфонијске слике из Спартака (1955)
- Поздравна увертира (1958)
- Свита из Љермонтова (1959)

### Вокална оркестарска
- Песма о Стаљину (1938)
- Три арије (Песма, Легенда, Дитирамб), за вокал високог тона и оркестар (1946)
- Ода радости, балада за солисткиње, хор, виолине, харфе и оркестар (1956)
- Балада о домовини, за солисте и симфонијски оркестар (1961)

### Концертна
- Концерт за клавир (1936)
- Концерт за виолину (1940), такође постоји и као верзија концерта за флауту
- Концерт за виолончело (1946)
- Концертна рапсодија за виолину и оркестар (1961)
- Концертна рапсодија за виолончело и оркестар (1963)
- Концертна рапсодија за клавир и оркестар (1968)

### Камерна
- Гудачки квартет (1931)
- Трио за кларинет, виолину и клавир (1932)

### Инструментална
- Песма лутајућег Ашуга за виолончело и клавир (1925)
- Елегија за виолончело и клавир (1925)
- Комад за виолончело и клавир (1926)
- Игра бр. 1 за виолину и клавир (1926)
- Сан за виолончело и клавир (1927)
- Пантомима за обоу и клавир (1927)
- Алегрето за виолину и клавир (1929)
- Песма-поема (у част Ашузима) за виолину и клавир (1929)
- Групна игра за бајан (1932)
- Соната за виолину (1932)
- Ноктурно из Маскараде за виолину и клавир (1941)
- Соната за соло виолончело (1974)
- Соната-песма за соло виолину (1976)

### Клавирска
- Песма (1925)
- Песма (1926)
- Валцер-етида (1926)
- Андантино (1926)
- Варијације на тему „Солфеђо“ (1928)
- Седам рецитација и фуга (1928, 1966)
- Свита (Токата, Валцер-Капричо, Игра) (1932)
- Игра бр. 3 (1933)
- Марш бр. 3 (1934)
- Буденовка, групна игра (недатирано)
- Кореографски валцер (1944)
- Три комада (Остинато, Романса, Фантастични валцер) (1945)
- Албум за децу бр. 1, 10 комада (1947)
- Влацер из Маскараде (1952)
- Сонатина за клавир (1959)
- Соната за клавир (1961)
- Албум за децу бр. 2 (1965)
- Токата (1932)

### Сценска музика
- Ујак Багдасар (1927)
- Катабала (1928)
- Оријентални зубар (1928)
- Дуг части (1931)
- Магбет (1933)
- Разрушен дом (1935)
- Диван дан (1937)
- Баку (1937)
- Валенсијанска удовица (1940)
- Маскарада (1941)
- Звоњава из Кремља (1942)
- Звучни извиђач (1943)
- Последњи дан (1945)
- Јужни невоља (1947)
- Прича о истини (1947)
- Иља Головин (1949)
- Пролећна струја (1953)
- Анђео чувар из Небраске (1953)
- Љермонтов (1954)
- Магбет (1955)
- Краљ Лир (1958)

### Лимени оркестар
- Борбени марш бр. 1
- Борбени марш бр. 2 (1930)
- Музика за игру (на тему једне јерменске песме) (1932)
- Марш бр. 3 (Узбекистански марш) (1932)
- Игра (на тему једне јерменске песме) (1932)
- Херојима патриотског рата, a march (1942)
- Марш милиције московске црвене заставе (1973)